# ديكلان غالاغير
ديكلان غالاغير (بالإنجليزية: Declan Gallagher)‏ (13 فبراير 1991 في المملكة المتحدة - ) هو لاعب كرة قدم بريطاني في مركزي الدفاع وقلب الدفاع. لعب مع نادي دندي ونادي سلتيك ونادي كلايد ونادي سترنرير ‏ ونادي ليفينغستون لكرة القدم.

## وصلات خارجية
- ديكلان غالاغير على موقع الاتحاد الدولي (مؤرشف)  (الإنجليزية)
- ديكلان غالاغير على موقع الاتحاد الأوربي (الإنجليزية)
- ديكلان غالاغير على موقع إي إس بي إن إف سي (الإنجليزية)
- ديكلان غالاغير على موقع قاعدة بيانات كرة القدم.إي يو (الإنجليزية)
- ديكلان غالاغير على موقع ناشيونال فوتبول تيمز (الإنجليزية)
- ديكلان غالاغير على موقع Soccerbase.com (لاعب) (الإنجليزية)
- ديكلان غالاغير على موقع Soccerway.com (الإنجليزية)
- ديكلان غالاغير على موقع عالم كرة القدم.نت (الإنجليزية)